# Белег (Дечани)
Белег (алб. Beleg) је насељено место у општини Дечани, на Косову и Метохији. Према попису становништва из 2011. у насељу је живело 826 становника.

## Становништво
Према попису из 2011. године, Белег има следећи етнички састав становништва:
| Националност | 2011.         |
| Албанци      | 826 (100,00%) |
| Укупно       | 826           |

| Демографија | Демографија | Демографија |
| Година      | Становника  | Становника  |
| ----------- | ----------- | ----------- |
| 1948.       | 378         |             |
| 1953.       | 430         |             |
| 1961.       | 455         |             |
| 1971.       | 637         |             |
| 1981.       | 800         |             |
| 1991.       | 917         |             |
| 2011.       | 826         |             |